# Mademoiselle Desmarest
Pour les articles homonymes, voir Desmarest.
Angélique Mesnier, dite Mlle Desmarest (morte le 30 avril 1695) est une actrice française du XVIIe siècle. 

## Biographie
Épouse du comédien Philandre, Angélique Mesnier le suit dans ses pérégrinations et quitte le théâtre en même temps que lui, le 16 mars 1667. 
Elle meurt au château de Brissac le 30 avril 1695. Angélique Desmarest a été personnifiée dans le Roman comique de Paul Scarron, sous les traits d'Angélique.